# Elías Beauchamp
Elías Beauchamp Beauchamp (Utuado, 8 de junio de 1908-San Juan, 23 de febrero de 1936) fue un nacionalista puertorriqueño. Asesinó al coronel Francis E. Riggs con un arma de fuego. Fue capturado y ejecutado, junto con su compatriota, Hiram Rosado.

## Biografía
Nació en el municipio de Utuado (Puerto Rico), se interesó en el Movimiento independentista de Puerto Rico y se afilió al Partido Nacionalista de Puerto Rico. Fue miembro de los Cadetes de la República. Eran una organización juvenil casi militar del Partido Nacionalista también conocida como el Ejército de Liberación de Puerto Rico. Allí conoció y se hizo amigo de su compañero cadete Hiram Rosado.
El 24 de octubre de 1936, el coronel de la Policía de Puerto Rico, Francis E. Riggs, donde llevó a cabo la masacre de Río Piedras en la Universidad de Puerto Rico, lo que resultó 5 muertos de los cuales 4 era del Partido Nacionalista. El 23 de febrero de 1937, él y su compañero Rosado, empezaron un tiroteo en el Viejo San Juan contra la Policía  por los hechos ocurridos en la Masacre de Río Piedras. Mientras el coronel Riggs estaba en su carro, Rosado falló en un intento de asesinarlo, poco después Beauchamp le tiró una bala en la cabeza, lo que llevó una muerte rápida del coronel.
Ese mismo día fueron arrestados por la Policía y llevados al cuartel donde posteriormente fueron ejecutados.